# Colmar Grünhagen
Colmar Grünhagen (né le 2 avril 1828 à Trebnitz, province de Silésie et mort le 27 juillet 1911 à Breslau) est un archiviste et historien prussien.

## Biographie
Colmar Grünhagen est le fils d'un pharmacien. De 1841 à 1847, il étudie aux lycées Sainte-Marie-Madeleine et Sainte-Élisabeth à Breslau. Il étudie ensuite l'histoire et la philologie classique aux universités d'Iéna, de Berlin et de Breslau. Au cours de ses études en 1847, il devient membre de la Burschenschaft Arminia auf dem Burgkeller. Le 21 décembre 1850, il obtient son doctorat à Halle. En mars 1851, il réussit l'examen de maître à Breslau. À partir de Pâques 1853, il est professeur assistant, quelques mois plus tard professeur titulaire au lycée Frédéric de Breslau. Après son habilitation en 1855, il est maître de conférences en histoire à l'université. Il ne quitte cependant l'enseignement que lorsqu'il devient, le 11 mars 1862, directeur des archives provinciales de Silésie (devenues archives d'État en 1867), poste qu'il conserve jusqu'au 1er avril 1901. Le 18 décembre 1866, il est nommé professeur extraordinaire d'histoire à l'université de Breslau, où il enseigne jusqu'en 1911. En 1873, il reçoit le titre de conseiller en archives, et en 1885, il est promu conseiller privé en archives.
Il est membre de 1859, de 1871 à 1905 chef puis président d'honneur de l'Association d'histoire et l'antiquité de Silésie, membre honoraire de la Société silésienne pour la culture patriotique (de), depuis 1868 membre du conseil d'administration de l'Association pour le musée des antiquités de Silésie, à partir de 1876 deuxième président et de 1878 à 1884 son président . Il est également membre honoraire de l'Association royale des antiquités saxonnes (de) et membre correspondant de la Société des antiquités de Thuringe.

## Travaux
Grünhagen est de 1864 à 1905 rédacteur en chef du journal de l'Association d'histoire de la Silésie. Il publie des articles dans la section des caractéristiques des journaux de Breslau, les annuaires prussiens, le journal d'histoire et de géographie prussiennes, le journal de l'Association pour l'histoire de la Silésie et le journal de la Société historique de la province de Posnanie.
- Vitae Urbani Secundi particula prima. Dissertation, Universität Halle-Wittenberg, 1848 [vielmehr 1850]
- Adalbert Erzbischof von Hamburg und die Idee eines nordischen Patriarchats. Brockhaus, Leipzig 1854
- Otfrid und Heliand. Historische Abhandlung. Habilitationsschrift, Universität Breslau, 1855
- Henricus pauper. Rechnungen der Stadt Breslau von 1299–1358. Max, Breslau 1860
- Breslau unter den Piasten als Deutsches Gemeinwesen. Max, Breslau 1861
- Friedrich der Große und die Breslauer in den Jahren 1740 und 1741. Korn, Breslau 1864
- König Johann von Böhmen und Bischof Nanker von Breslau. Gerold, Wien 1864 (aus Akademie der Wissenschaften in Wien, Philosophisch-Historische Klasse: Sitzungsberichte, Volume 47, p. 4–102)
- Aus dem Sagenkreise Friedrich des Großen. Breslau 1864
- avec Georg Korn (de): Regesta episcopatus Vratislaviensis. Volume 1: Bis zum Jahre 1302. Hirt, Breslau 1864 (mehr nicht erschienen)
- avec Wilhelm Wattenbach: Registrum St. Wenceslai. Max, Breslau 1865
- Ueber Städtechroniken und deren zweckmäßige Förderung durch die Communalbehörden mit besonderer Rücksicht auf Schlesien. Maruschke & Berendt, Breslau 1865
- Breslau nach der preußischen Besitzergreifung. Mittler, Berlin 1867
- Die Erbverbrüderung zwischen Hohenzollern und Piasten vom Jahre 1537, dans: Zeitschrift für Preußische Geschichte und Landeskunde, Volume 5, Berlin 1868, p. 337–366  (online).
- Regesten zur schlesischen Geschichte. Max, Breslau 1868–1923; Volume 1: Bis zum Jahre 1250. 1868; Band 2: Bis zum Jahre 1280. 1875; Band 3: Bis zum Jahre 1300. 1886; Volume 4: 1301/15. 1892; Volume 5: 1316/26. 1898; Band 6: 1327/33. 1903 (ab Volume 4 mit Konrad Wutke)
- Urkunden der Stadt Brieg. Max, Breslau 1870
- Geschichtsquellen der Hussitenkriege. Max, Breslau 1871
- Die Hussitenkämpfe der Schlesier 1420–1435. Hirt, Breslau 1872
- Wegweiser durch die schlesischen Geschichtsquellen bis zum Jahre 1550. Max, Breslau 1876; 2. Auflage, 1889
- Geschichte des ersten schlesischen Krieges. 2 Volumes, Gotha, 1881
- mit Hermann Markgraf: Lehns- und Besitzurkunden Schlesiens und seiner einzelnen Fürstenthümer im Mittelalter. 2 Volumes, Hirzel, Leipzig 1881 und 1883; Neudruck: Zeller, Osnabrück 1965
- Geschichte Schlesiens. 2 Bände, Perthes, Gotha 1884 und 1886; Volume 1: Bis zum Eintritt der habsburgischen Herrschaft 1527; Band 2: Bis zur Vereinigung mit Preussen 1527–1740; Nachdruck: Ackerstaff & Kuballe, Osnabrück 1979
- Die alten schlesischen Landesfürsten und ihre Bedeutung. Nischkowsky, Breslau 1886
- Schlesien unter Friedrich dem Großen. Volume 1: 1740–1756. Koebner, Breslau 1890; Volume 2: 1756–1786. Koebner, Breslau 1892; Nachdruck: Olms, Hildesheim [u. a.] 2006,  (ISBN 978-3-487-13309-6) (Volume 1),  (ISBN 978-3-487-13310-2) (Volume 2),  (ISBN 978-3-487-13308-9) (Gesamtwerk)
- mit Franz Wachter: Akten des Kriegsgerichts von 1758 wegen der Kapitulation von Breslau am 24. November 1757. Max, Breslau 1895
- Zerboni und Held in ihren Konflikten mit der Staatsgewalt 1796–1802. F. Vahlen, Berlin 1897
- Schlesische Erinnerungen an Gustav Freytag. Gustav-Freytag-Gesellschaft, Kreuzburg 1910